# 珊瑚坝
珊瑚坝是长江中的一处河漫滩，位于长江重庆市渝中区区段主航道左侧，靠近渝中半岛，原分属重庆市市中区菜园坝街道和石板坡街道，现属渝中区菜园坝街道石板坡社区，是长江上游缓冲地段自然冲积沙洲，略呈纺锤形或椭圆形，长约1800米，宽约600米，坝上遍布鹅卵石和水草。每年夏季洪水时均被淹没，其余时间常露水面，枯水期则与长江左岸相连。

## 地理
珊瑚坝在长江与嘉陵江合流处上约4公里处，地处长江主航道近凹岸一侧（即左岸），位于渝中半岛石板坡以南约200米，坝东西长约1.2至1.8千米，南北宽约0.6千米。珊瑚坝低水位时与长江左岸相连，面积约为58.93万平方米，此处长江主航道江面宽度约为240米；长江水位172米以上时坝呈现江心洲状态，将长江河道分为内外支，面积约为27.5万平方米，此时长江河道则以外支为主，洪水期此处江面宽度约为950米。
珊瑚坝西低东高，西端最低处海拔171米，东端高处海拔177.6米，由沙石沉积形成，沉积物厚度在15米以上，最厚处约22米，沙坝头部比尾部略显宽缓，属上游河流的心滩沉积，沉积层岩性以鹅卵石为主，大致可分3层，上层为粗卵石，个体直径大于10厘米；中层为粉质壤土，厚度达10米；下层为中细卵石，夹带少数漂石；具体由上而下可分为细－粉砂层、中粒砂层、砾砂混合层、砾石共5层，最上一层属上部河道砂坝，其余属下部河道砂坝。坝底基岩成分包括砂岩、石英砂岩、花岗岩、玄武岩等，亦有石英少量。
坝的厚度和面积曾因1977年修桥挖土取石而减少。

## 早期文献记载

20世纪初从南岸眺望重庆城与珊瑚坝（最左侧）

珊瑚坝形成于公元前40至30世纪前后，截至2019年尚未开展过系统地考古调查和发掘工作，早期遗存情况尚不明确。珊瑚坝地名来历不可考；不过一说其原名“沙河坝”，谐音改名为“珊瑚坝”；又说有人于坝上采得珊瑚石，故名，但坝上经考察并未发现珊瑚。明代曹学佺所著《蜀中名胜纪》就对珊瑚坝所在水域的黄葛渡有所记载，清乾隆年间巴县知县王尔鉴评定“巴渝十二景”中也包含了“黄葛晚渡”一景，珊瑚坝是其重要组成部分，其名出现在了王尔鉴和乾隆年间进士、 四川定远知县周绍缙等人对巴渝十二景的评鉴之中，在乾隆年间的《巴县志》内《重庆城图》中珊瑚坝的名称和位置也被详细地标注。
- 王尔鉴在“巴渝十二景”之“黄葛晚渡”的评鉴中云：[5]

南纪门外，大江对岸，南城坪有黄葛古树，偃益渡旁，江横大洲曰珊瑚坝。舟子曲折行，乃达彼岸，雨余月际，遥睇江烟苍茫间，舴艋往来，飘如一叶，亦佳趣也。
- 周绍缙 《渝州十二景•黄葛晚渡》 诗云：[5]

日夕南城坪，待济珊瑚坝。树色老苍凉，烟波一潭下。
此外，史料记载南宋名将张珏曾出重庆薰风门迎战元军于扶桑坝，其中薰风门、扶桑坝的位置有争议，史料多记载其位于重庆城东，亦有王鸿绪《明史稿•地理志》、万斯同稿《明史•地理志》等史料记载其位于城西，依此，并鉴于重庆地形，有学者认为扶桑坝即珊瑚坝，“扶桑”系“珊瑚”颠倒谐音而来。

## 珊瑚坝机场
珊瑚坝机场是重庆史上第一个民航机场，在抗日战争期间的1937年后扩建为军民两用机场，国民革命军空军和飞虎队的战机由此起飞迎战日本轰炸机，以保卫重庆市区，其中美国飞行员布朗上尉在此曾开创了航空史上弯道起飞的先例。流传于长江流域重庆地区的船工号子对珊瑚坝和机场也有如下的描述：
重庆有个珊瑚坝，飞机指到天上飞。

### 水上机场
1933年以前，珊瑚坝南面长江主航道上（石板坡长江大桥略靠上游水域）已有一水上机场，中航公司的汉渝航线上的水上飞机曾使用在该水上机场。

### 陆上机场
1930年重庆清理河滩地时计划将珊瑚坝滩地用于建设机场。1933年中国航空公司开辟渝蓉航线，因彼时重庆广阳岛机场离市区太远，且主要为军事用途，后重庆决定在城南約1公里的珊瑚坝上正式修建机场。1933年11月，由四川省政府撥款，三益建築公司承修，僅五十日而竣工。1935年4月，中航僱用石工數百名，將機場跑道用條石鋪面。1949年，行政院明令開放珊瑚壩機場為國際機場，可供DC-3、C-47型飛機起降，而「空中霸王」飛機均需在白市驛機場起降，汽車、油料及人力、時間浪費很大，擬將該機中場跑道延伸400公尺，並批准擴建費9萬元。但因受時局影響而終止。
機場內無永久性建築，每年夏汛過後，候機室、機師休息室、材料間、貨倉、工人宿舍等均需重建，需要在場內搭幾十間簡易竹棚作為臨時辦公和候機之用。次年汛期來臨之前拆除。

#### 跑道信息
根据1935年1月的调查，機場場面長520公尺，寬120公尺。該機場位於市中區南紀門與菜園壩一線南側，瀕臨長江航道中央的一個小島上，小島東西長約1200公尺，南北寬約500公尺，面積約58.9萬平方公尺。機場海拔高度175公尺，跑道磁向80°～260°。該機場長900公尺、寬150公尺（一說長約700公尺，寬約130公尺），跑道長730公尺、寬45公尺，可起降「洛寧」水陸兩用飛機和「史汀遜」型飛機。因夏秋季会被淹没，机场仅在春冬长江枯水季使用。因限於地勢，該機場跑道較短，且東高西低。飛機只能單向起降。即向西起飛，向東降落（下坡起飛，上坡降落）。西面的鵝嶺山頭較高，所以，飛機起降時不能按正規要求直線上升、下降，只能沿江飛行。
機場是江水沖積成的沙礫州，冬季枯水期，小島則與長江北岸城區相連，形成沙灘。夏秋機場全部沒於江水中，每逢這個季節，飛機即改在廣陽壩機場起降。1940年以後，又改在九龍坡機場或白市驛機場起降。

#### 交通接驳
為方便旅客乘機和裝卸貨物，機場北岸搭造有浮橋，與市中區江岸相連，再登上322級石梯與南區馬路相通，沿石梯而上的巷道，人稱「飛機碼頭」。浮橋旁邊，供要人專車使用。旅客通過浮橋上岸後，要登322級臺階才能到達馬路。抗日戰爭期間，從上南區馬路修築一條專用公路通至機場。

### 停止使用
1947年，珊瑚壩機場在漲水期間（6月下旬～9月上旬）機場全部淹沒不下十餘次，打破歷年的紀錄，跑道損害嚴重。1951年重慶航站遷至白市驛機場後，該機場廢棄。但在1964年元旦坝上又举办过航空表演。

## 后续利用

### 珊瑚坝污水塘
珊瑚坝机场修建时珊瑚坝被记载为“荒芜杂乱之石坝”，机场废弃后跑道逐渐被大片水草和灌木所代替。随着城市发展，珊瑚坝周边建设了9处下水道，附近地区屠宰场、饲养场、制革厂的生产污水和居民粪便常年排入此处，加之沿江居民乱倒垃圾、废物导致珊瑚坝与长江北岸之间的支流淤积堵塞，形成了珊瑚坝污水塘，人称“大粪坑”，环境污染严重，1958年3月20日起重庆市动员26万余人参与义务劳动整治之，至4月6日开凿出排水渠，珊瑚坝污水塘挖渠工程结束后重庆市市中区政府立即组织了植树行动，3日内共栽植柳树、水竹等3万余株，种草4万斤，使坝上焕然一新，后续重庆市还组织在坝上分层种植了芦苇、芭茅等植物，但多被人拔去作饲料或燃料，后补植芦苇。1964年珊瑚坝渠道还再次进行了疏浚。“文化大革命”期间坝上植被再度被人为破坏，但残余的芭茅长势仍好，坝上还出现了黄葛、枫杨、柳树等乔木，兴建大桥、运营游乐场期间生态因沙石采挖、跑马、汽车碾压等又被严重破坏，后1985年重庆市再次组织在原机场跑道两侧植黄葛树。

### 桥工新村
1977年11月，重庆石板坡长江大桥工程在珊瑚坝举行开工典礼，其有4座桥墩筑于坝上，修桥时坝上工棚、食堂、库房林立，似集镇，被称为“桥工新村”，其上一度出现过万人义务建桥的景象。

### 重庆市青年游乐场
1980年珊瑚坝被辟为重庆市青年游乐场，其中初期修建了溜冰场、摩托车场、跑马场、射击场、小游乐场等，20世纪90年代一度成为重庆主城人气最旺的河坝，重庆人民也出现了到珊瑚坝遛狗、跑马、放风筝的习惯，名曰“耍坝”，不过因规划、管理不当等产生了秩序混乱、环境污染等问题。

### 珊瑚坝湿地公园

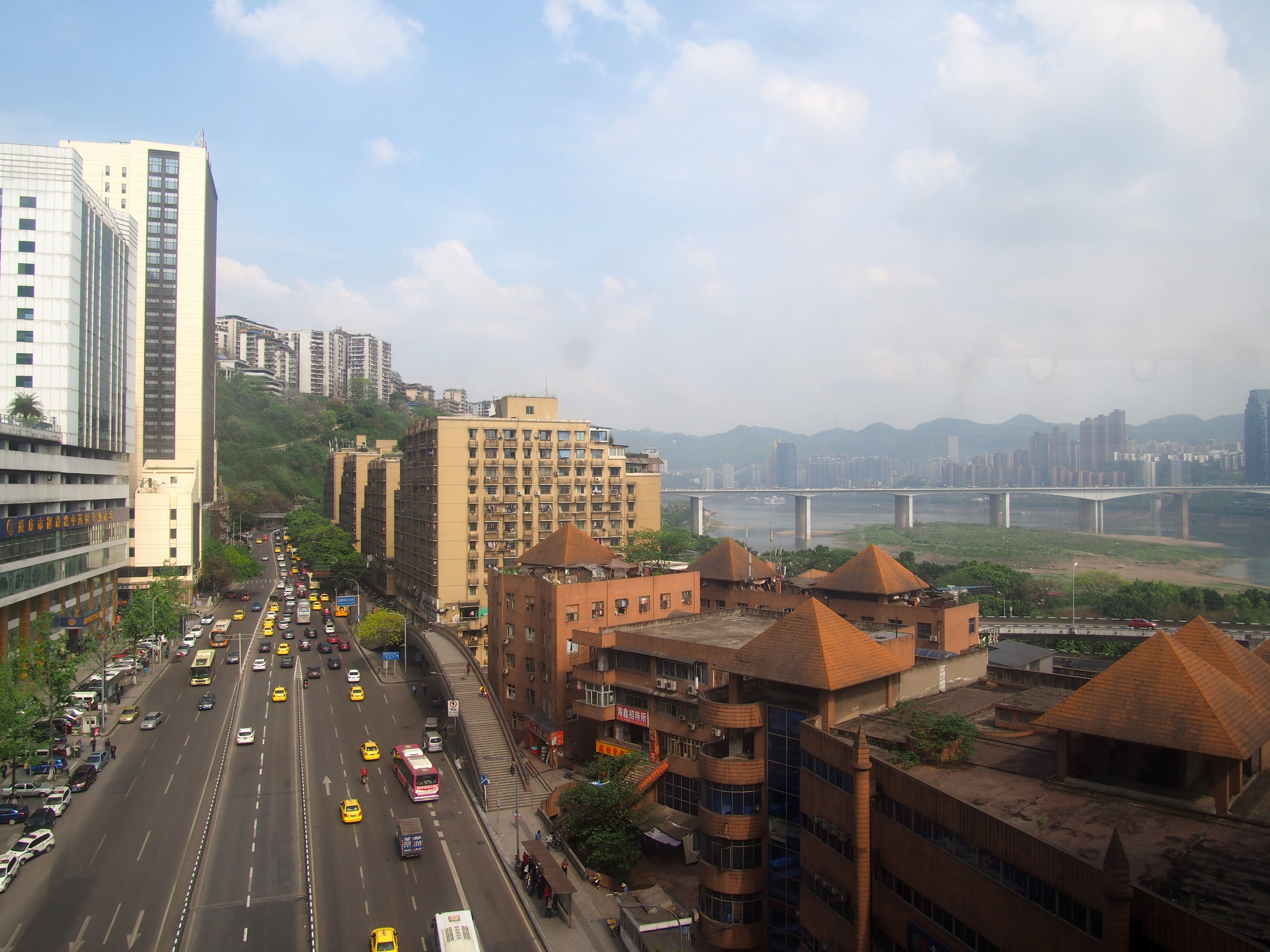
菜园坝地区，右侧江面上即为珊瑚坝

进入21世纪后，珊瑚坝仍存在污水问题，重庆市民呼吁重视“绿色珊瑚坝”，市民邓显泽的一封人民建议信曾引起相关部门的高度重视，2006年重庆市颁布八大“民心工程”，其中包含珊瑚坝整治工程，工程总投资3700万元，整治面积24.9万平方米，以“平整、平顺、绿化、美化”为原则，修建树叶形状的湿地公园，分层种植包括柳树、水杉、榉树、水竹、木芙蓉、垂柳、狗牙草等植物，不过不过施工中因工程纠纷，该公园于2007至2008年前后一期工程结束后烂尾，且在2009年坝上仍发现有无主马匹。
2006年重庆市将珊瑚坝整治工程列入市八大“民心工程”之一，将在坝上建成湿地生态公园，计划次年完工。2007年重庆市政府还公布实施《关于加强珊瑚坝区域管理的通告》，禁止在坝上抛撒、倾倒废弃物和垃圾、攀折花木、搭棚生火、从事经营性商业活动，也禁止汽车进入坝上。
坝上湿地公园后因工程纠纷仅于2007至2008年勉强完成一期工程，后成为烂尾工程，2009年前后随着三峡工程蓄水，珊瑚坝被淹没，每年仅会短时重新露出江面，因长期浸泡后状况坝上难明，市民不再被允许登坝，2020年随着坝边江岸上的珊瑚公园改造，留出3处连接珊瑚坝消落区的通道，珊瑚坝于每年4至6月也再次对市民开放。
珊瑚坝原亦计划建设地标性建筑，2010年重庆市政府宣布放弃，2015年重庆市规划局发布《重庆市主城区美丽山水城市规划》，再次计划打造珊瑚坝为湿地公园，2018年重庆市发布《重庆市主城区“两江四岸” 治理提升实施方案》并于次年实施，其中包括珊瑚坝湿地公园项目，2020年细化其功能为长江生态科普湿地。现时珊瑚坝自然生态恢复较好，成为了重庆市中心的芦苇湿地和鸟岛。

## 感动中国动物
2007年7月中旬重庆长江因暴雨涨水，期间珊瑚坝上曾出现一条名为“花花”的母流浪犬，每日上岸搜寻食物，饱后游过1千米宽的江面到洪水淹没大半的坝上喂养其4只幼崽，其被网友评选为“2007年感动中国年度十大动物”之一，其四子一只病死、一只淹死、一只患病被市民抱走治疗，最后仅剩下一只在花花身边，名“胖墩”，不过二者后失踪，初疑被人恶意捕杀，直至2017年才有一谢姓市民称其收养了花花，花花最终于2022年1月11日离世。